# Регионална библиотека „Проф. Беню Цонев“
Регионална библиотека „Проф. Беню Цонев“ е най-голямата общодостъпна библиотека в гр. Ловеч и Ловешка област.
През 1870 г. към новосъздаденото Ловчанско читалище „Наука“ е създадена библиотека с дарения от ловчанските граждани. Книгите са на български, руски, сръбски и гръцки език. Тук се получават и излизащите по това време възрожденски вестници „Македония“, „Право“ и „Независимост“. Спира дейността си по време на националреволюционните борби в град Ловеч (1873-1876) и Руско-турската война (1877-1878).
Възобновява работата си през 1883 г. От 1889 г. библиотеката работи като читалня. През 1902 г. председателят на читалищното настоятелство, професор д-р Параскев Стоянов, организира библиотеката по образец на парижката книжарница „Жорж Борже“. Книжният фонд е картотекиран. През 1912 г. е създаден „Систематически каталог на книгите в библиотеката на Ловешкото читалище „Наука“.
През 1952 г. се въвеждат книга за движение на библиотечния фонд, читателски карти и дневник на библиотеката. Получава статут на Околийска библиотека (1954), Окръжна методическа библиотека „Николай Гогол“ (1959).
През 1964 г. се нанася в новопостроена сграда.. Структурира се в отдели: комплектуване, обработка и каталози, заемна за възрастни и за деца, обща читалня и за специалисти, справочно-библиографски, и краезнание. Чрез методичния отдел, библиотеката изпълнява и методични функции. БиблиотечнияТ фонд рязко нараства. Наименувана е Универсална научна библиотека „Проф. Беню Цонев“ (1990).
През последните години е въведен достъп на читателите до интернет. Информационният център предлага комплексно информационно обслужване. От 2006 г. библиотеката е със статут на Регионална библиотека.

## Галерия
- Вторият етаж на библиотеката
- Барелеф на проф. Беню Цонев на входа на библиотеката